# I tre volti del terrore
I tre volti del terrore è un film del 2004 diretto da Sergio Stivaletti.